# Supercopa de España 1993
La Supercopa de España 1993 è stata la decima edizione della Supercoppa di Spagna.
Si è svolta nel dicembre 1993 in gara di andata e ritorno tra il Barcellona, vincitore della Primera División 1992-1993, e il Real Madrid, vincitore della Coppa del Re 1992-1993.
A conquistare il titolo è stato il Real Madrid che ha vinto la gara di andata a Madrid per 3-1 e ha pareggiato quella di ritorno a Barcellona per 1-1.

## Partecipanti
| Squadre     | Qualificazione                             | Partecipazioni precedenti (il grassetto indica la vittoria) |
| ----------- | ------------------------------------------ | ----------------------------------------------------------- |
| Barcellona  | Vincitore della Primera División 1992-1993 | 6 (1983, 1985, 1988, 1990, 1991, 1992)                      |
| Real Madrid | Vincitore della Coppa del Re 1992-1993     | 4 (1982, 1988, 1989, 1990)                                  |

## Tabellini

### Andata
| Arbitro: | Ansuátegui Roca |

|                              |           |              |
| Alfonso 35’ 89’ Zamorano 55’ | Marcatori | 15’ Stoičkov |

| Real Madrid | Barcellona |

| Real Madrid:    |   |                    |     |     |
|                 |   |                    |     |     |
| P               | 1 | Francisco Buyo     |     |     |
| D               |   | Luis Enrique       |     |     |
| D               |   | Rafael Alkorta     |     |     |
| D               |   | Manolo Sanchís (c) |     | 75’ |
| D               |   | Mikel Lasa         |     |     |
| C               |   | Míchel             | 68’ |     |
| C               |   | Luis Milla         |     |     |
| C               |   | Fernando Hierro    |     |     |
| C               |   | Robert Prosinečki  |     |     |
| A               |   | Iván Zamorano      |     | 66’ |
| A               |   | Alfonso Pérez      | 80’ |     |
| A disposizione: |   |                    |     |     |
| P               |   | Pedro Jaro         |     |     |
| D               |   | Nando              |     | 75’ |
| D               |   | Luis Miguel Ramis  |     |     |
| C               |   | Paco Llorente      |     |     |
| A               |   | Peter Dubovský     |     | 66’ |
| Allenatore:     |   |                    |     |     |
| Benito Floro    |   |                    |     |     |

| Barcellona:     |   |                      |     |     |
|                 |   |                      |     |     |
| P               | 1 | Carles Busquets      | 37’ |     |
| D               |   | Eusebio Sacristán    |     |     |
| D               |   | Miguel Ángel Nadal   |     |     |
| D               |   | Albert Ferrer        |     |     |
| C               |   | Iván Iglesias        | 22’ |     |
| C               |   | Josep Guardiola      | 25’ |     |
| C               |   | Sergi Barjuan        |     |     |
| C               |   | Michael Laudrup      |     | 60’ |
| C               |   | José Mari Bakero (c) |     | 61’ |
| A               |   | Hristo Stoičkov      |     |     |
| A               |   | Romário              |     |     |
| A disposizione: |   |                      |     |     |
| P               |   | Andoni Zubizarreta   |     |     |
| D               |   | Óscar                |     |     |
| C               |   | Guillermo Amor       |     | 61’ |
| A               |   | Txiki Begiristain    |     |     |
| A               |   | Ronnie Ekelund       |     | 60’ |
| Allenatore:     |   |                      |     |     |
| Johan Cruijff   |   |                      |     |     |

### Ritorno
| Arbitro: | Díaz Vega |

|            |           |              |
| Bakero 65’ | Marcatori | 21’ Zamorano |

| Barcellona | Real Madrid |

| Barcellona:     |   |                       |          |     |
|                 |   |                       |          |     |
| P               | 1 | Carles Busquets       |          |     |
| D               |   | Albert Ferrer         |          |     |
| D               |   | Ronald Koeman         | 44’, 88’ |     |
| D               |   | Jon Andoni Goikoetxea |          |     |
| C               |   | Guillermo Amor        |          |     |
| C               |   | Josep Guardiola       |          |     |
| C               |   | José Mari Bakero (c)  | 23’      |     |
| C               |   | Sergi Barjuan         | 52’      |     |
| A               |   | Hristo Stoičkov       |          | 50’ |
| A               |   | Romário               |          |     |
| A               |   | Txiki Begiristain     |          | 50’ |
| A disposizione: |   |                       |          |     |
| P               |   | Andoni Zubizarreta    |          |     |
| D               |   | Miguel Ángel Nadal    |          |     |
| C               |   | Iván Iglesias         |          |     |
| C               |   | Michael Laudrup       |          | 50’ |
| A               |   | Quique Estebaranz     |          | 50’ |
| Allenatore:     |   |                       |          |     |
| Johan Cruijff   |   |                       |          |     |

| Real Madrid:    |   |                    |     |     |
|                 |   |                    |     |     |
| P               | 1 | Francisco Buyo     | 69’ |     |
| D               |   | Luis Enrique       |     |     |
| D               |   | Rafael Alkorta     |     |     |
| D               |   | Manolo Sanchís (c) |     | 87’ |
| D               |   | Mikel Lasa         |     |     |
| C               |   | Míchel             | 86’ |     |
| C               |   | Luis Milla         |     |     |
| C               |   | Fernando Hierro    | 76’ | 78’ |
| C               |   | Robert Prosinečki  |     |     |
| C               |   | Alfonso Pérez      | 27’ |     |
| A               |   | Iván Zamorano      |     |     |
| A disposizione: |   |                    |     |     |
| P               |   | Pedro Jaro         |     |     |
| D               |   | Nando              |     | 87’ |
| D               |   | Luis Miguel Ramis  |     | 78’ |
| A               |   | Emilio Butragueño  |     |     |
| A               |   | Peter Dubovský     |     |     |
| Allenatore:     |   |                    |     |     |
| Benito Floro    |   |                    |     |     |